# کئورواو
کئورو (به لاتین: Keuruu) یک شهرک در فنلاند است که در فنلاند مرکزی واقع شده‌است. این شهرک در سال ۲۰۱۷ میلادی ۹٬۹۵۳ نفر جمعیت داشته‌است.

## خواهرخوانده
شهرهای یوگوا و سارواش خواهرخوانده‌های کئورو هستند.

## نگارخانه

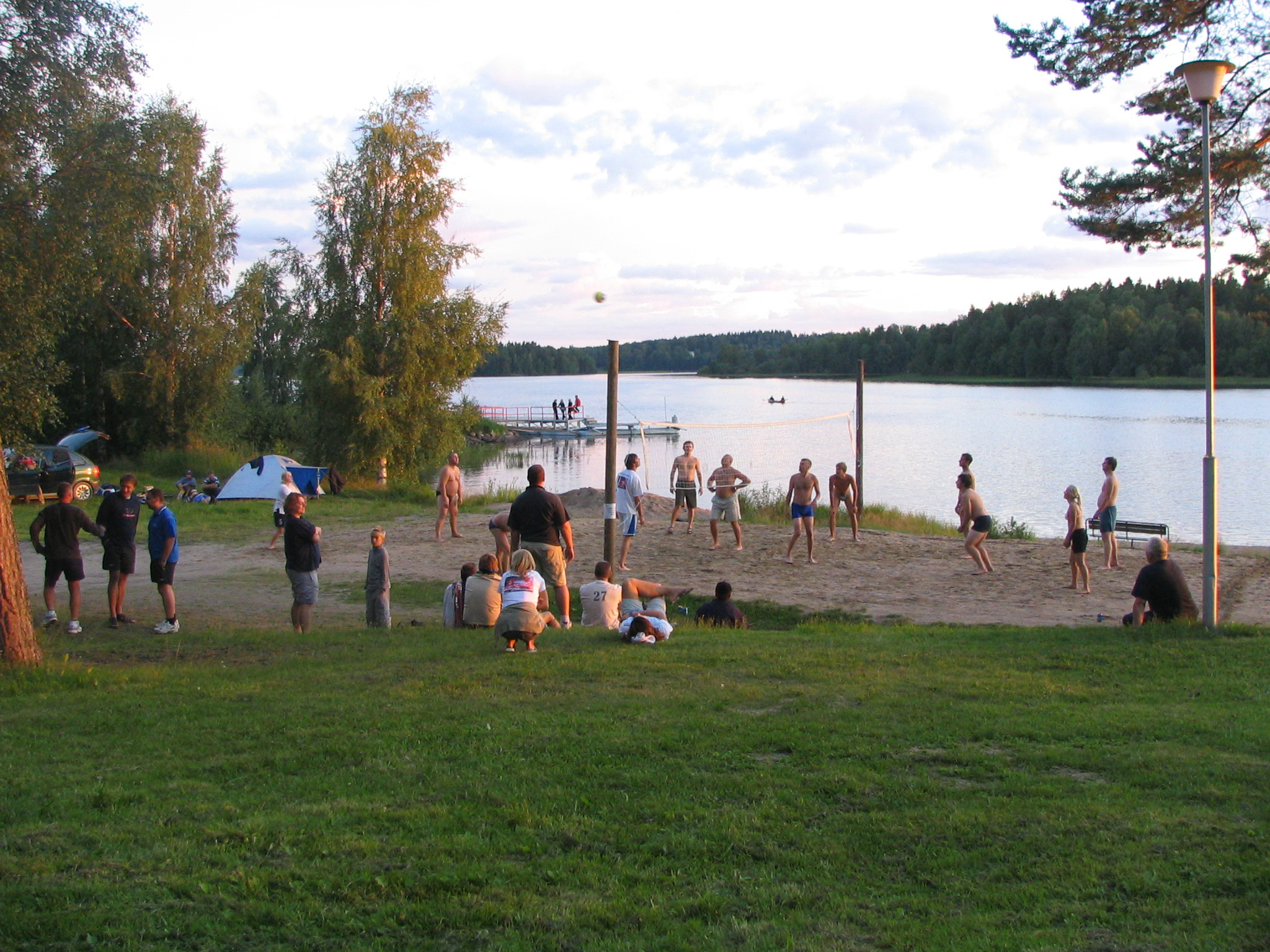
Summer night at Nyyssänniemi Camping
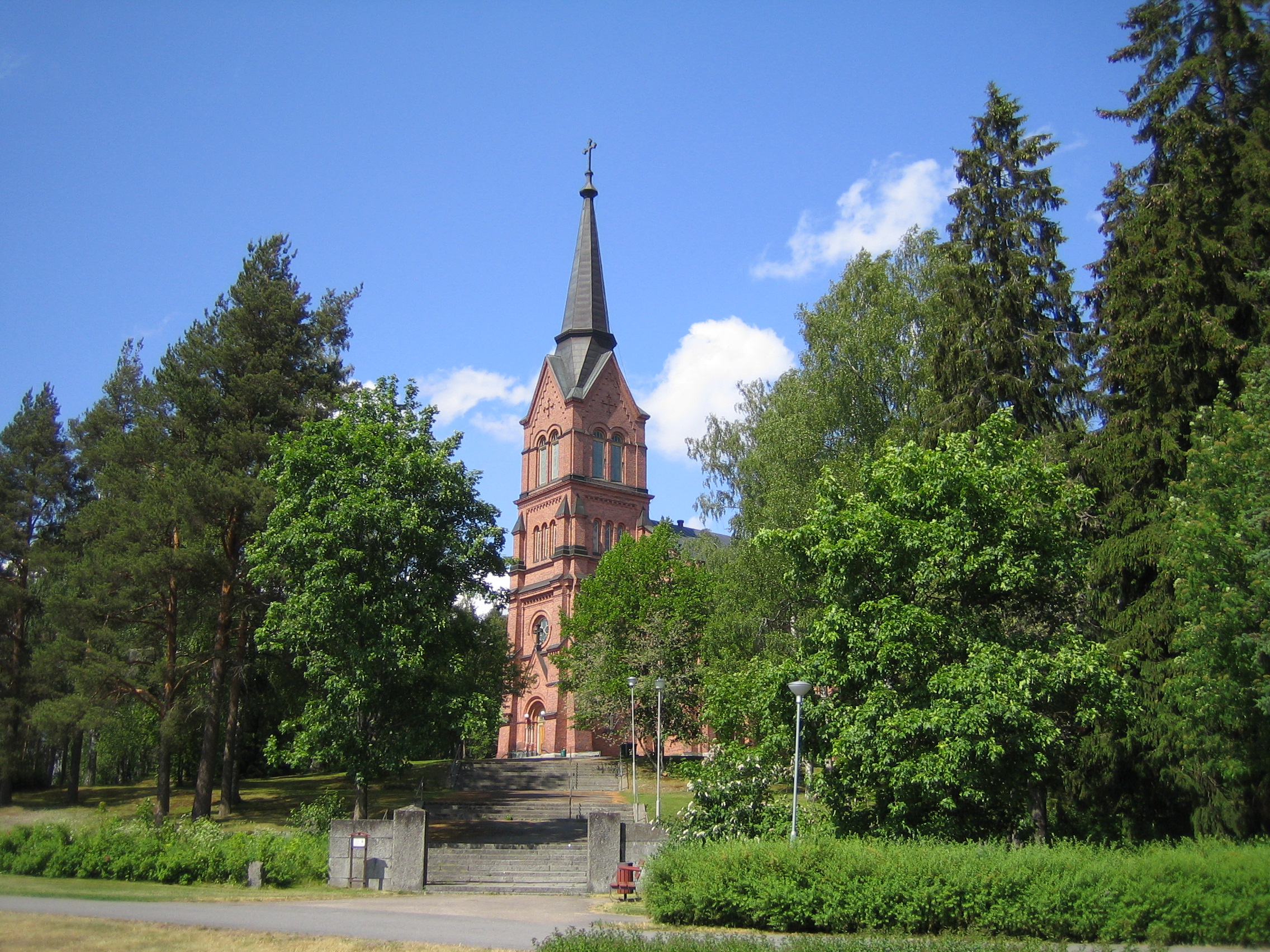
The new church
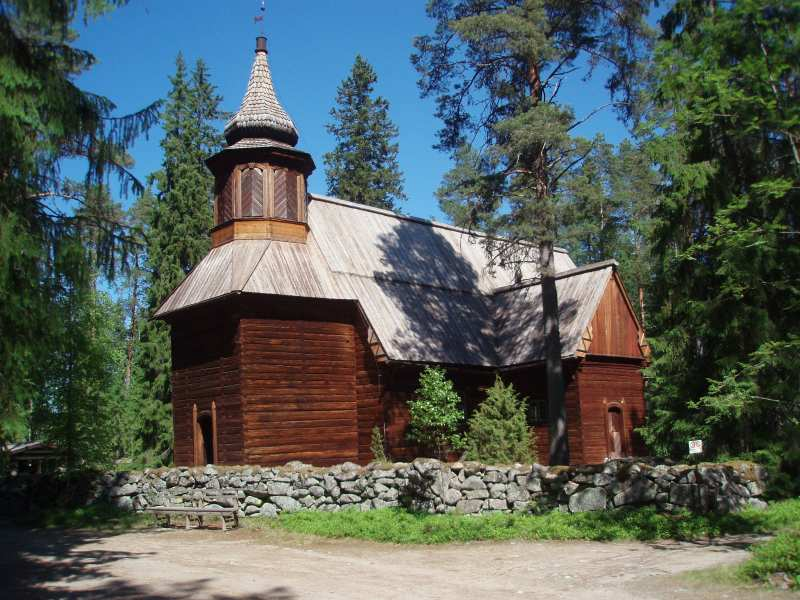
Pihlajavesi wilderness church
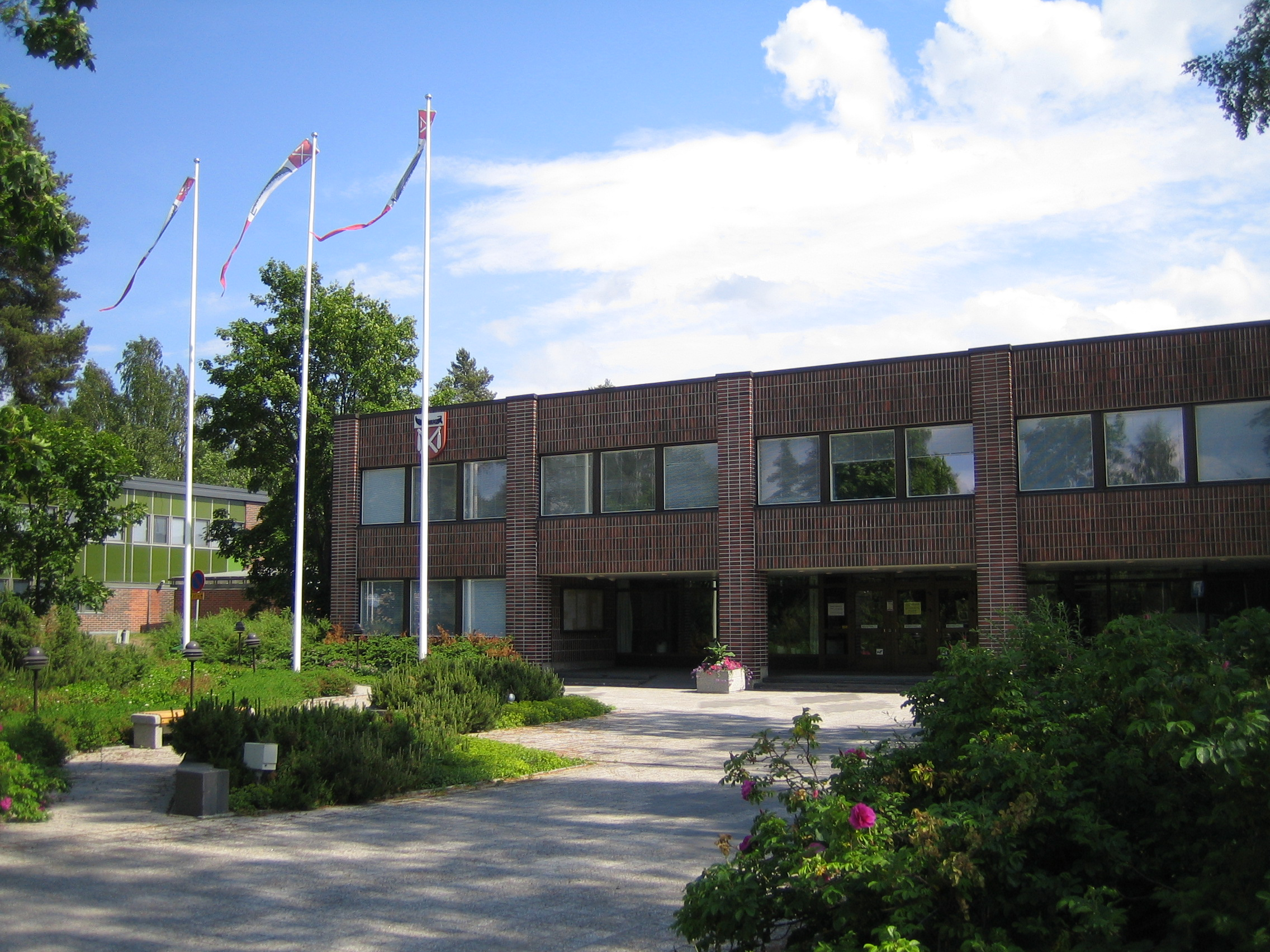
The town hall
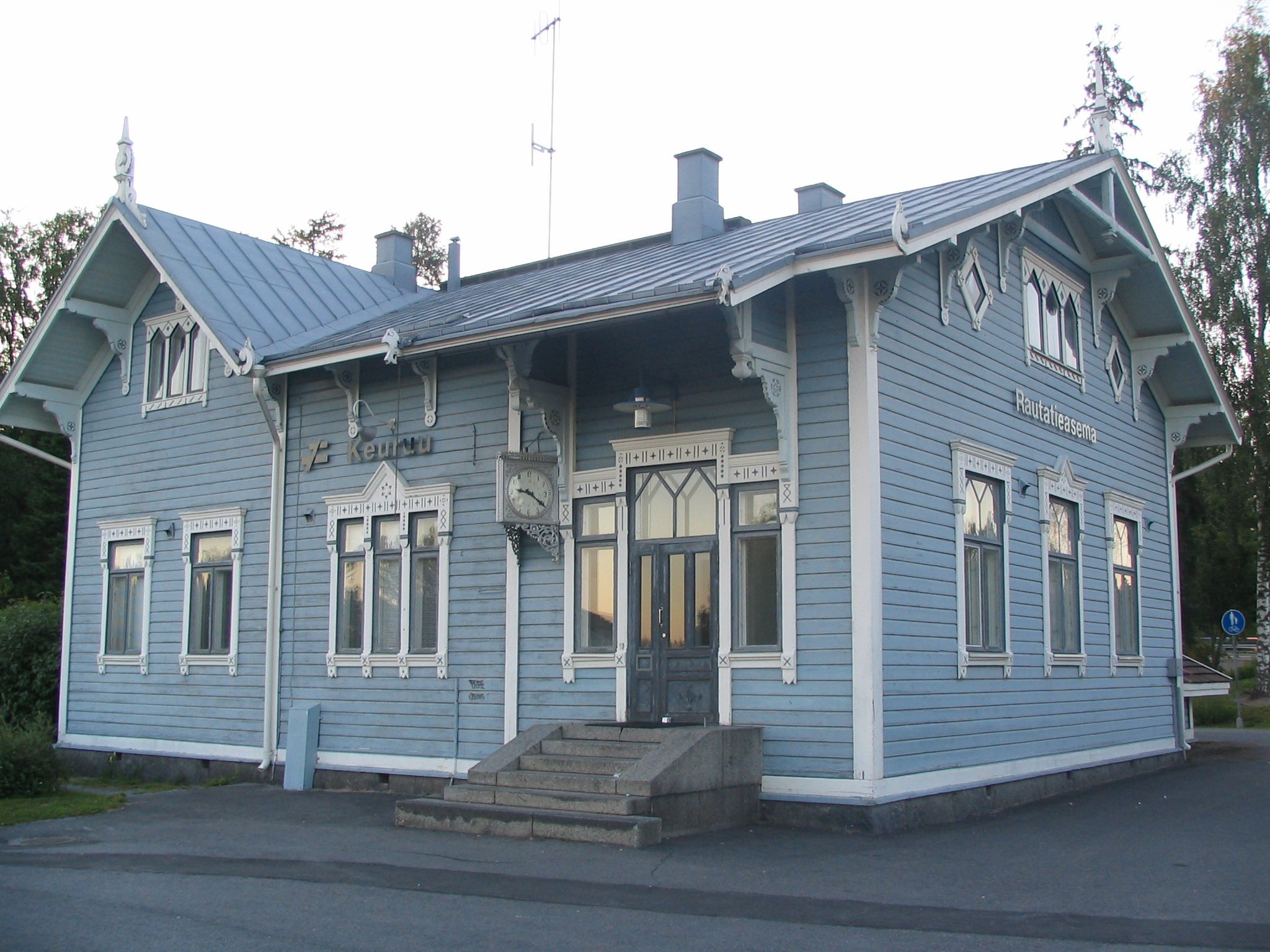
Keuruu railway station
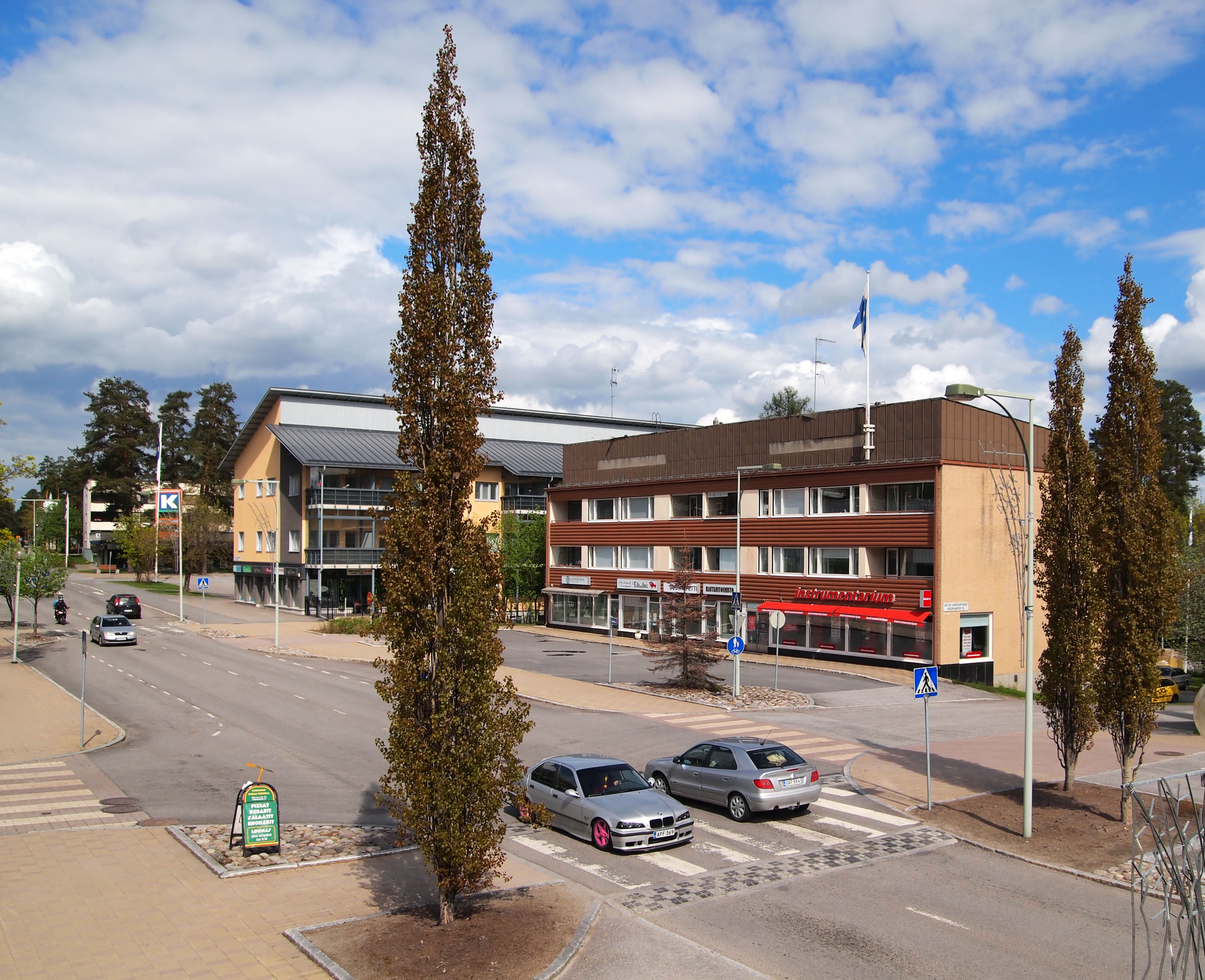
A street view
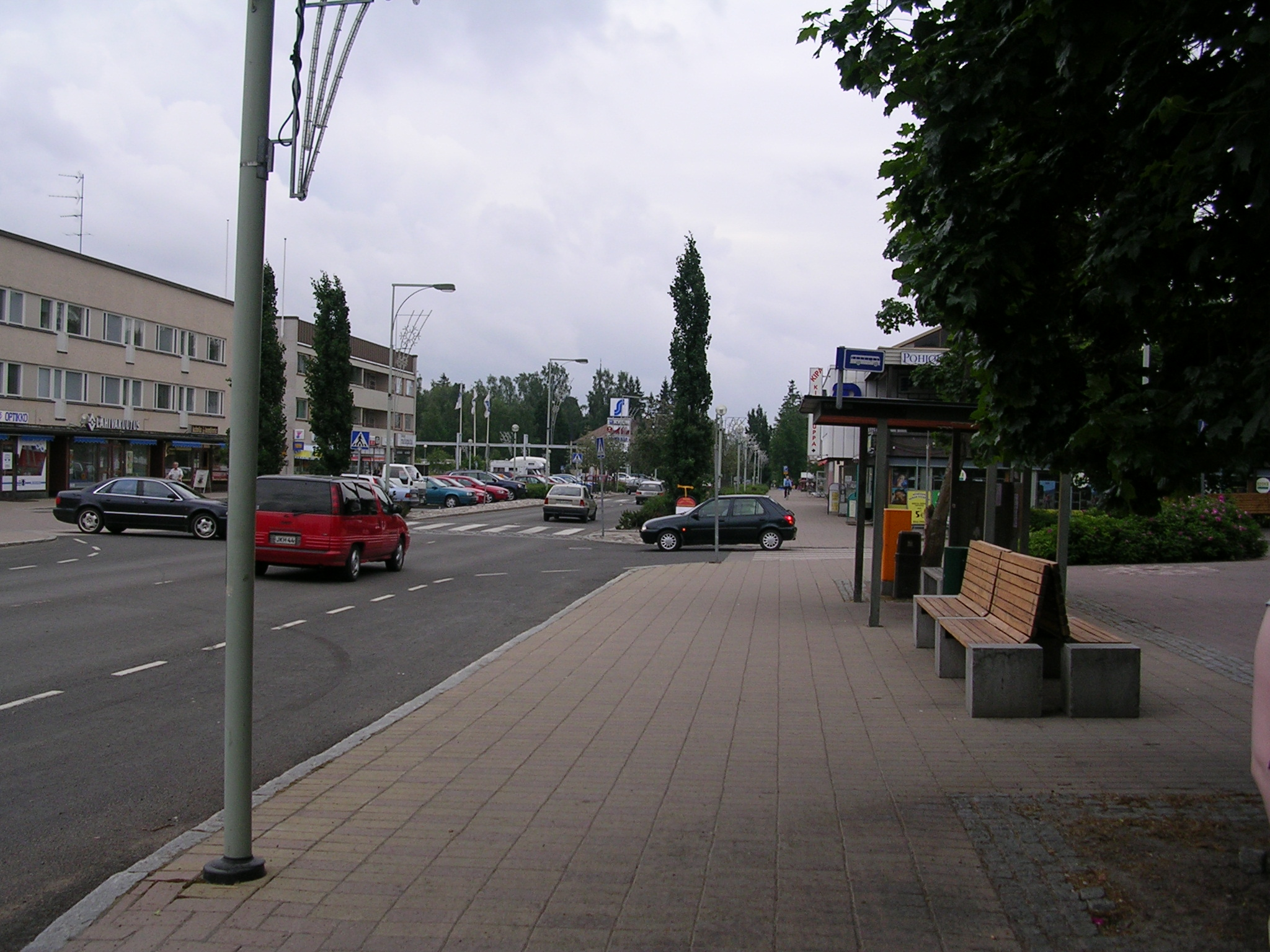
Another street view
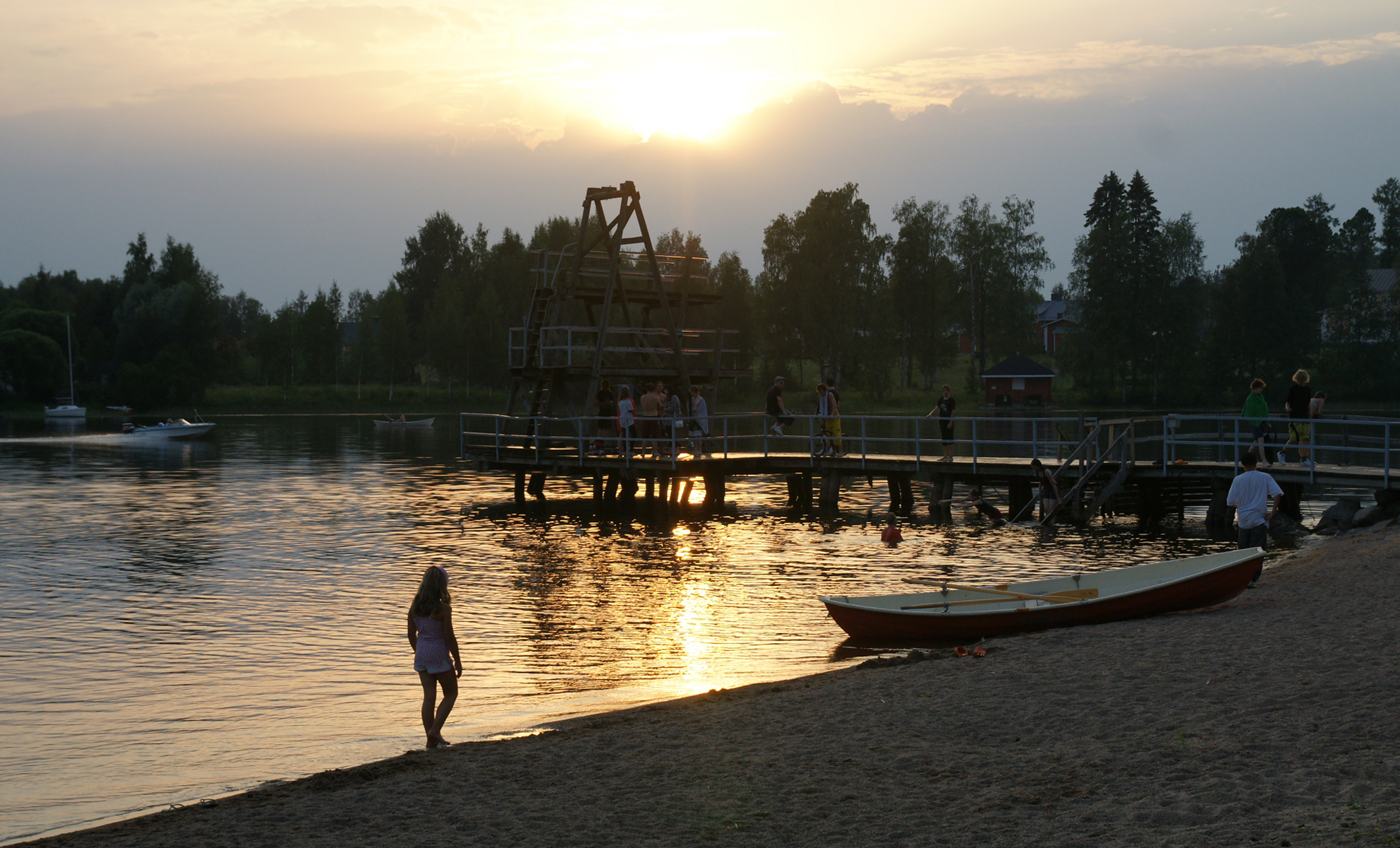
Diving tower in Keuruu
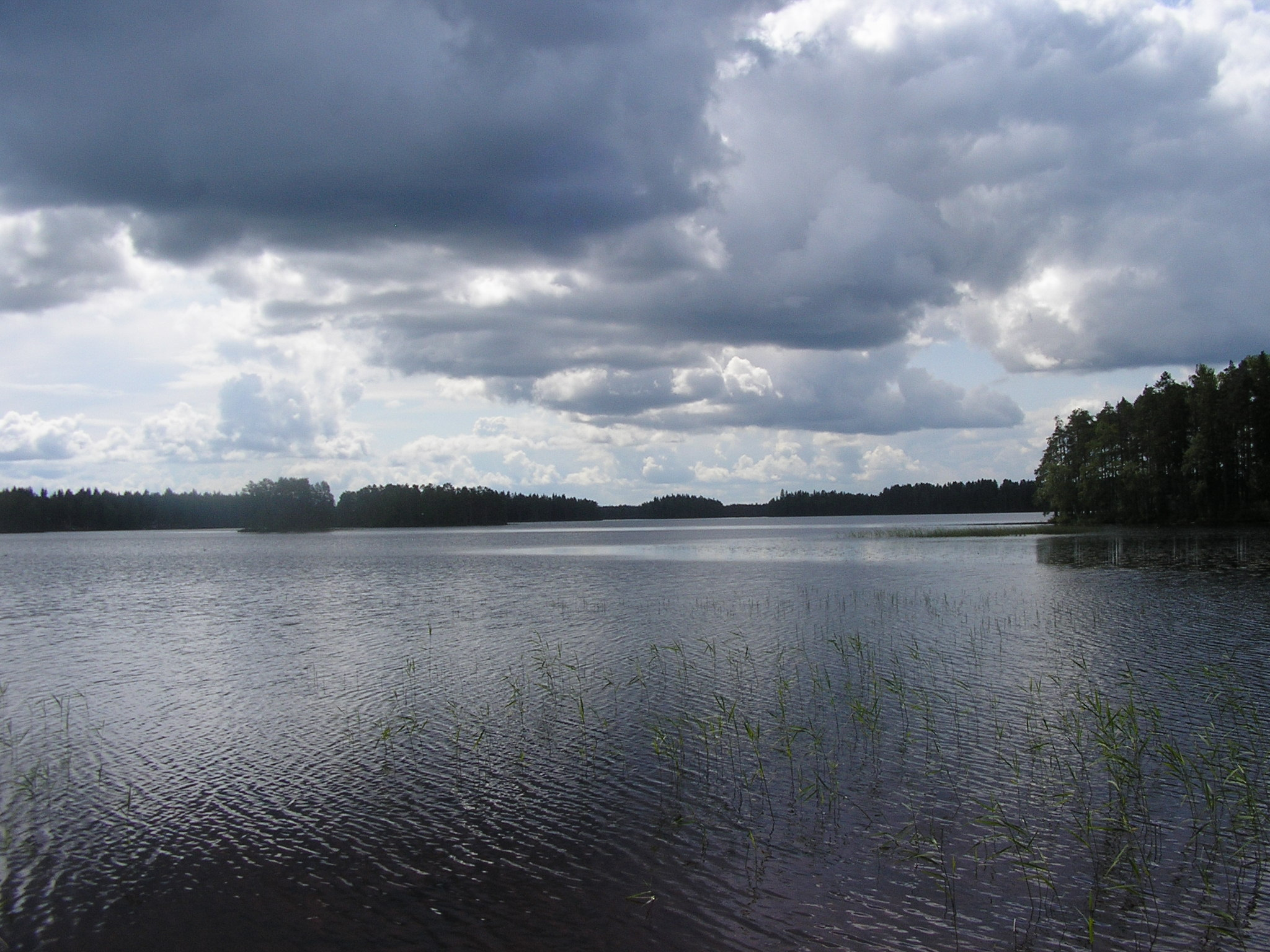
Lake Yltiä in Keuruu
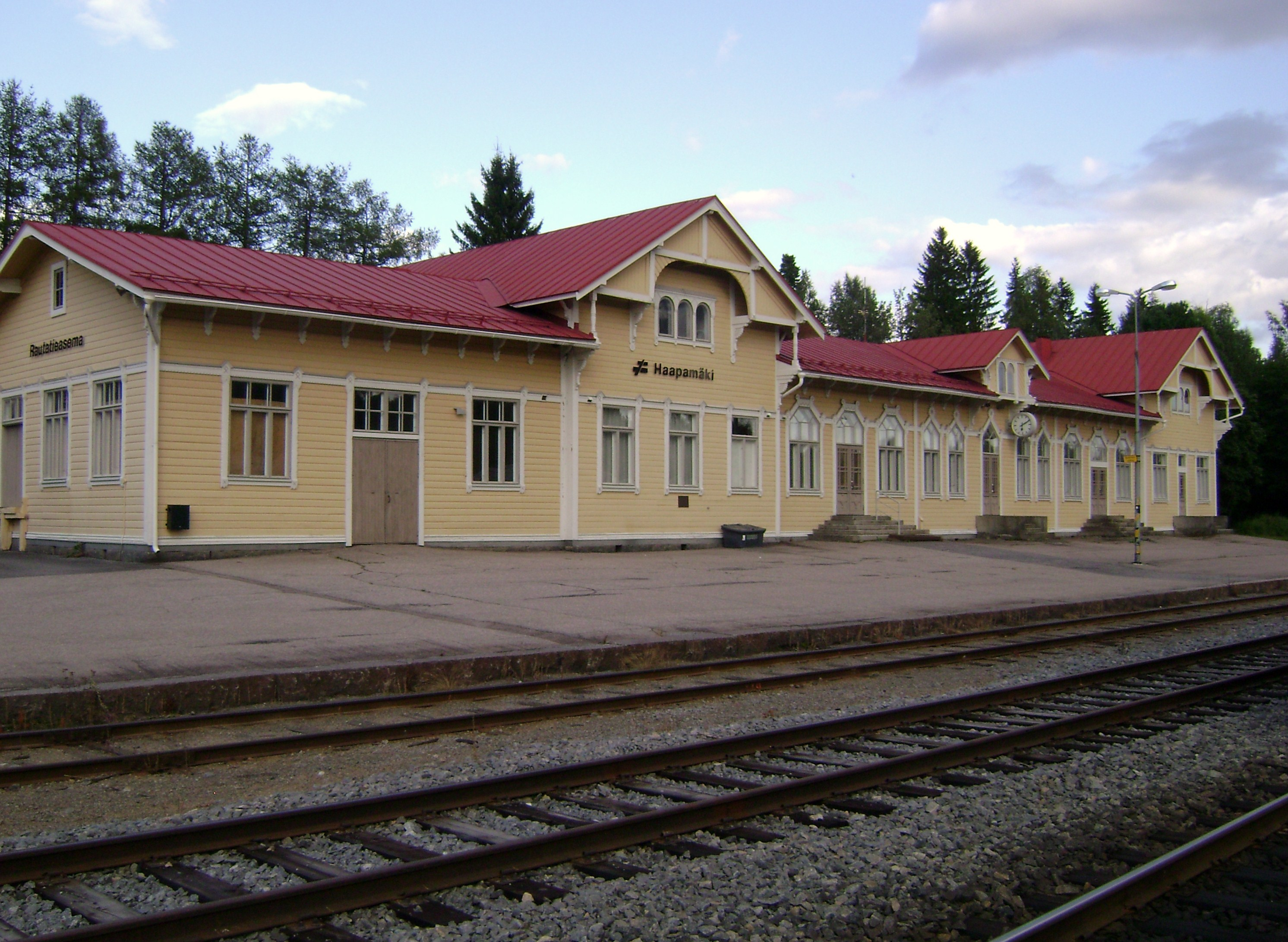
Haapamäki railway station
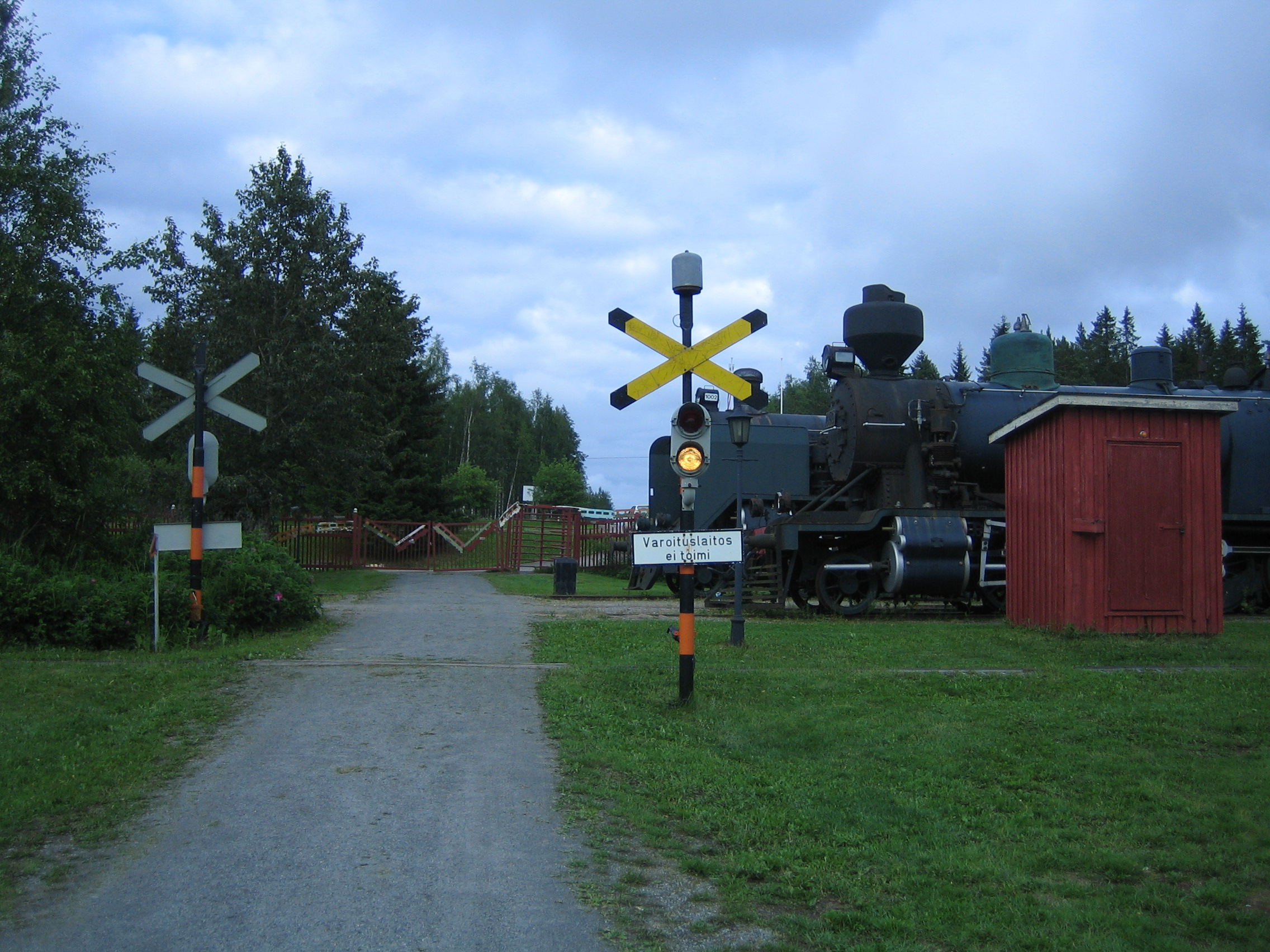
An old level crossing at Haapamäki Steam Locomotive Museum
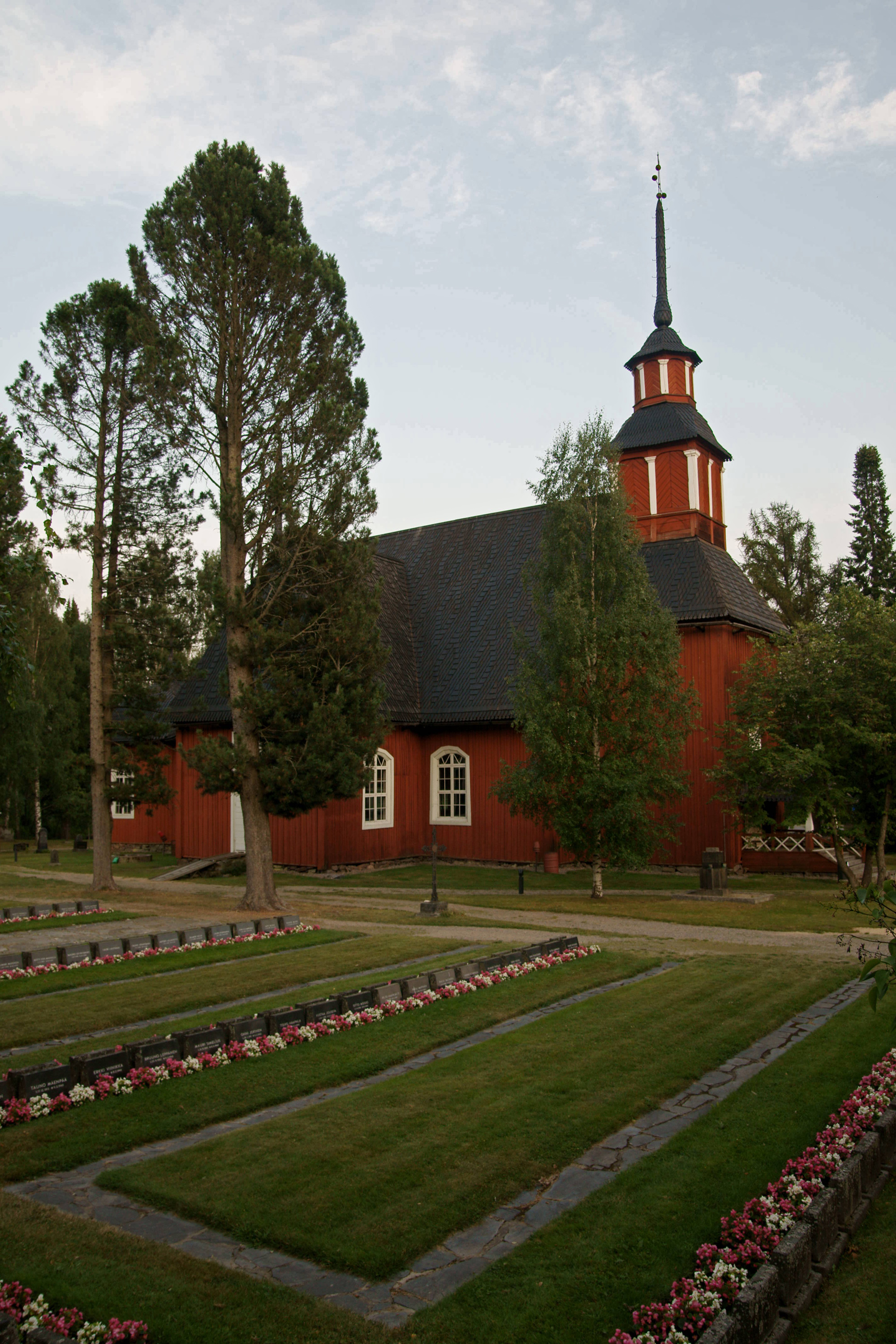
Keuruu Old Church